# Wishkah River Bridge
Le Wishkah River Bridge est un pont routier américain à Aberdeen, dans l'État de Washington. Ce pont basculant de 1925 permet à l'U.S. Route 12 de franchir la Wishkah.